# Дунаец (Львовская область)
Дунаец (укр. Дунаєць) — село в Гнездычевской поселковой общине Стрыйского района Львовской области Украины.
Население по переписи 2001 года составляло 10 человек. Занимает площадь 1,354 км². Почтовый индекс — 81776. Телефонный код — 3239.